# Kilim

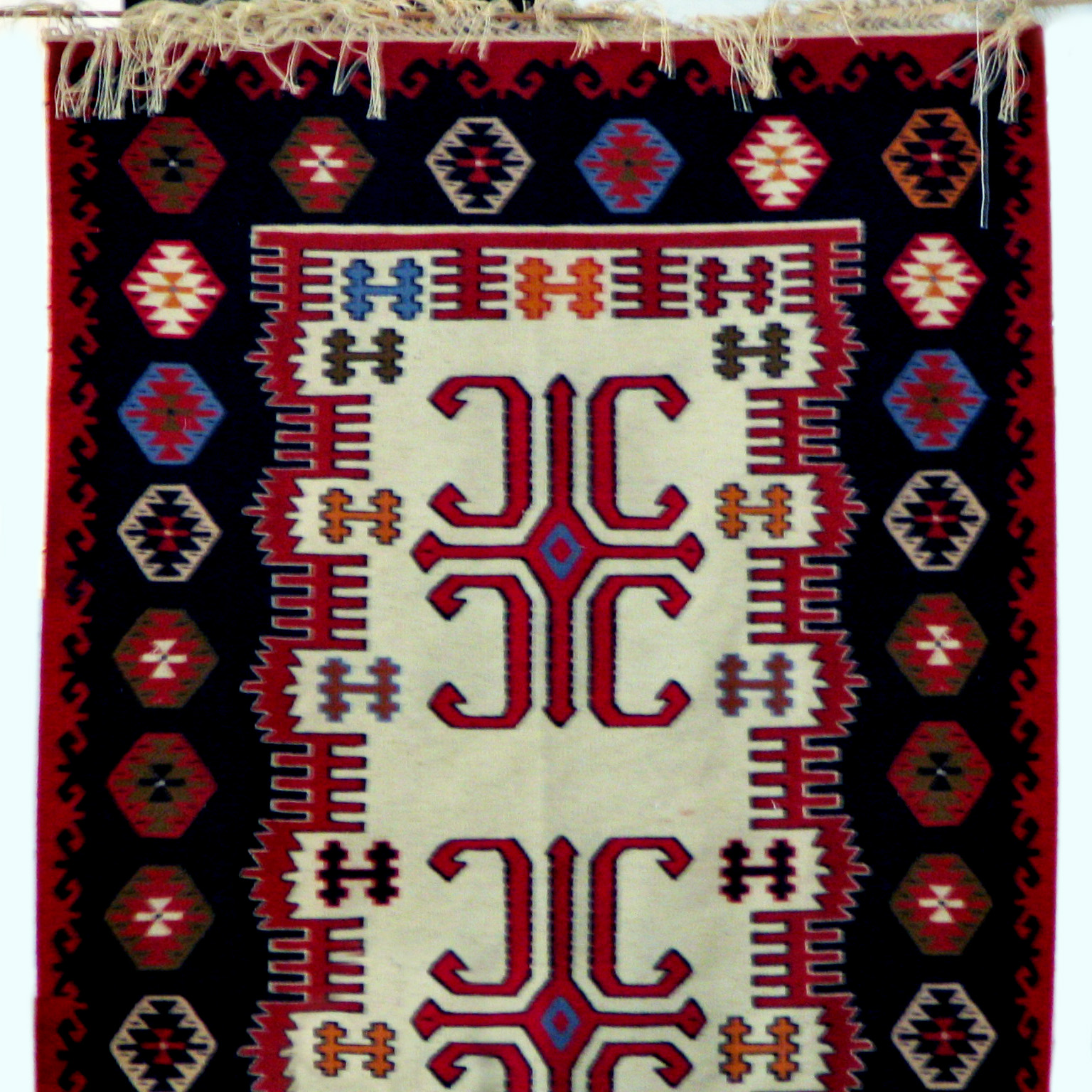
Detall d'una catifa Kilim

Un kilim ( persa: گلیم gilīm azerbaidjanès: kilim کیلیم; turc: kilim; turcman: kilim ) és una catifa o tapet pla teixit en forma de tapís produït tradicionalment en països de l'antic Imperi persa , inclosos Iran , els Balcans i els països turcs. Els kilims poden ser purament decoratius o funcionar com a catifes d'oració i els moderns són revestiments de sòl populars en les llars occidentals.

## Etimologia
La paraula 'kilim' prové del persa galīm ( گلیم ), on significa 'difondre aproximadament', potser d'origen acadio o arameu.

## Història

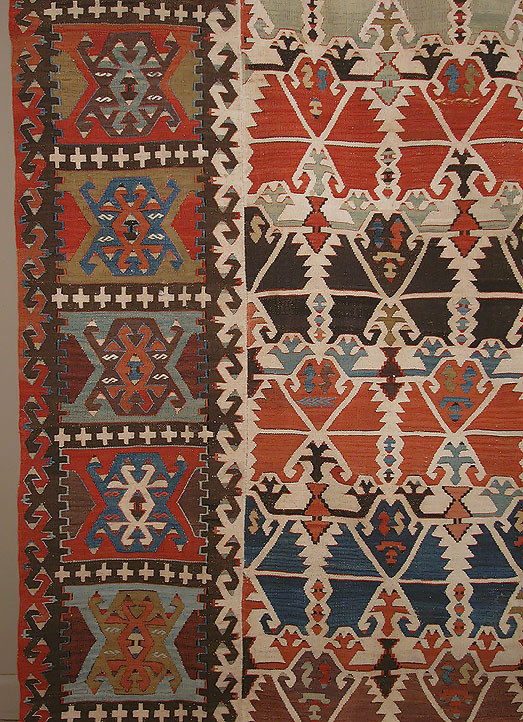
Hotamis Kilim (detall), Anatolia central, principis del segle XIX

Igual que les catifes de pèl , els kilim es fabriquen des de l'antiguitat. L'explorador Mark Aurel Stein va trobar kilims que daten almenys del segle IV o V d. C. en Hotan , la Xina:
"Com els kilims són molt menys duradors que les catifes que tenen un pèl per a protegir l'ordit i la trama , no és sorprenent que quedin pocs de gran antiguitat... El teixit és gairebé idèntic al dels kilims moderns, i té al voltant de catorze fils. d'ordit i setze fils de trama per polzada. El patró consta de franges estretes de color blau, verd, groc brunenc i vermell, que contenen dissenys geomètrics molt petits. Amb aquesta única excepció, tan peculiarment conservada, probablement hi ha molt pocs en un període. segle d'antiguitat."
Per als historiadors i altres investigadors, determinar l'origen exacte de les catifes Kilim no ha estat fàcil. Alguns experts, consideren que aquestes catifes de gran atractiu decoratiu van poder ser creades en Anatolio o Turquia fa aproximadament 8.000 anys. No obstant això, altres historiadors i antropòlegs suggereixen que va ser durant la prehistòria quan van aparèixer les primeres catifes Kilim, que després van evolucionar fins a les que actualment es coneixen.
Els qui sostenen la hipòtesi de l'origen d'aquestes catifes en la prehistòria, afirmen que les Kilim van ser en el seu moment un gran avanç tecnològic per a aquestes civilitzacions. Les catifes Kilim van anar molt més que un mitjà d'expressió per a unes certes tribus de la prehistòria. A més, els primers teixits van aconseguir reemplaçar les pells d'animals decorades.
Per part seva, s'ha trobat evidència dels primers teixits plans (molt semblants als quals es produeixen en l'actualitat) a Egipte, del segle VII a l'XI a. C. Així mateix, durant mil·lennis les tribus nòmades van emprar els Kilim com a elements decoratius, bosses d'emmagatzematge, coixins, entre d'altres.

## Tècnica de teixit

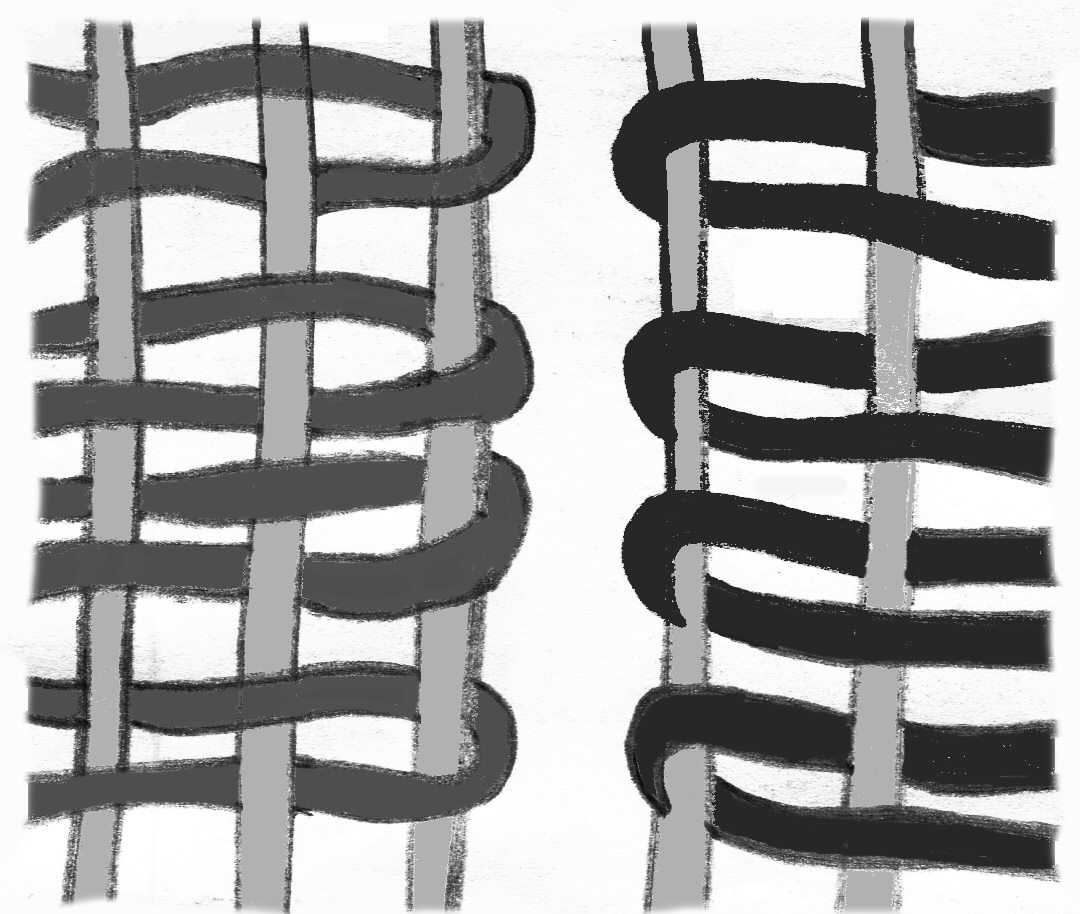
Diagrama de la tècnica de teixit amb esquerda del kilim, que mostra com els fils de trama de cada color s'enrotllen des del límit del color, deixant una esquerda.

La tècnica de nusos és una de les més tradicionals en l'art de la tapisseria. Consisteix a crear nusos individualment en una base de tela, resultant en catifes amb una textura rica i un aspecte tridimensional. Cada nus és un punt de color, permetent detalls increïblement intricats i dissenys complexos.
Els teixits kilim són teixits de tapís, tècnicament teixits llisos amb cara de trama, és a dir, els fils de trama horitzontals es tiren amb força cap avall per a ocultar els fils d'ordit verticals.
Quan s'aconsegueix el final d'un límit de color, el fil de trama s'enrotlla cap enrere des del punt límit. Per tant, si el límit d'un camp és una línia vertical recta, es forma una esquerda vertical entre les dues àrees de diferents colors on es troben. Per aquesta raó, la majoria dels kilims poden classificar-se com a tèxtils "teixits amb esquerdes". Les ranures són molt apreciades pels col·leccionistes, ja que produeixen dissenys molt nítids que emfatitzen la geometria del teixit . Les estratègies de teixit per a evitar la formació d'esquerdes, com l'entrellaçat, produeixen una imatge de disseny més borrosa.

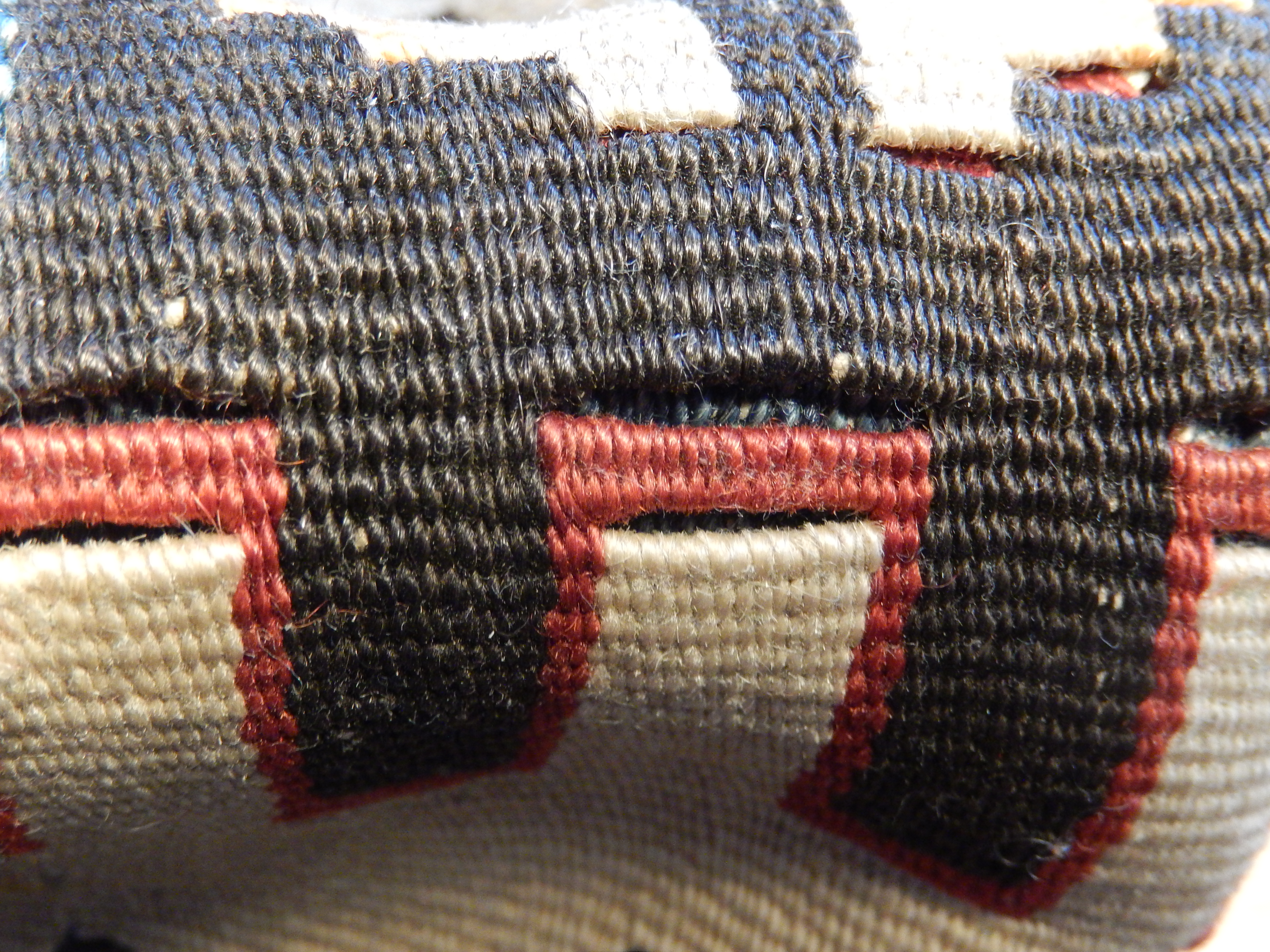
Kilim turc, doblegat per a mostrar obertures entre àrees de diferents colors.

Els fils de la trama, que porten el disseny i el color visibles, gairebé sempre són de llana, mentre que els fils de l'ordit ocults poden ser de llana o cotó. Els fils de l'ordit només són visibles en els extrems, on emergeixen com a serrells. Aquesta franja generalment es lliga en manolls, per a evitar que el teixit s'afluixi o es desfaci.

## Il·lustracions

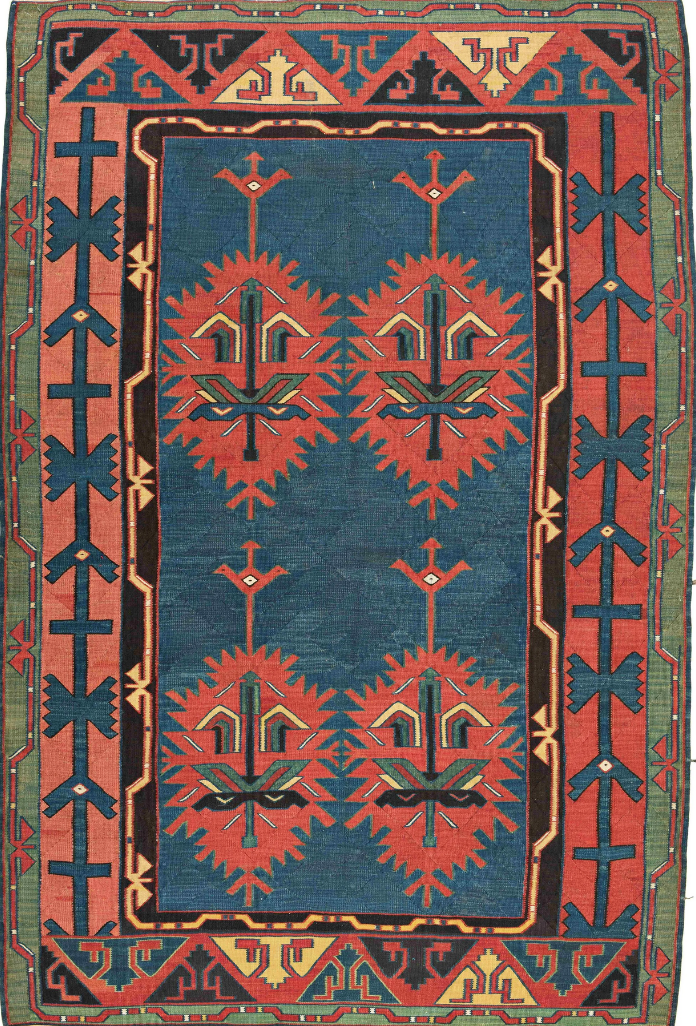
Kilim Awar del Caucas de finals del segle XIX. Un disseny inusualment simple i atrevit.

Alguns dels kilim teixits tenen també detalls nuats, creant un interessant relleu en la catifa. Aquest tipus de catifes es creen en una gran varietat de models i colors, com veuràs en el catàleg de Kilim-*Age. Els detalls són gairebé sempre rectangulars o amb flors punxegudes pel mètode de teixit utilitzat. Una dels grans avantatges dels kilim és que algunes varietats són reversibles i es poden girar si s'embruten, prolongant la seva vida útil.

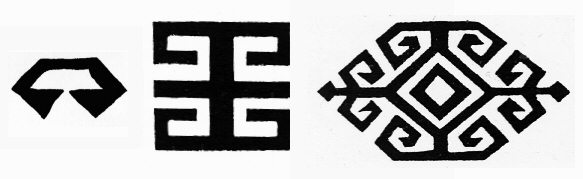
Exemples de motius

En els kilims turcs s'utilitzen molts motius, cadascun amb moltes variacions. Aquí s'il·lustren alguns exemples, amb significats descrits per Güran Erbek en Kilim. Un motiu molt utilitzat és la elibelinde , una figura femenina estilitzada que representa la maternitat i la fertilitat. Altres motius expressen els desitjos dels teixidors tribals de protegir els ramats de les seves famílies dels llops amb la boca de llop o el motiu de la pota de llop (turc: Kurt Aǧzi , Kurt İzi ), o de seguretat contra la picada de l'escorpí (turc : Akrep ). Diversos motius esperen la seguretat de la família del teixidor del mal d'ull (turc: Nazarlık , també utilitzat com a motiu), que podria dividir-se en quatre amb un símbol de creu (turc: Haç ), o evitar-se amb el símbol d'un ganxo. (turc: Çengel ), un ull humà (turc:Göz), o un amulet (turc: Muska ; sovint, un paquet triangular que conté un vers sagrat). Un amulet d'aquest tipus teixit en una catifa no és una imatge de la cosa en si: en realitat és un amulet, que es creu que confereix protecció amb la seva presència.

## Comerç

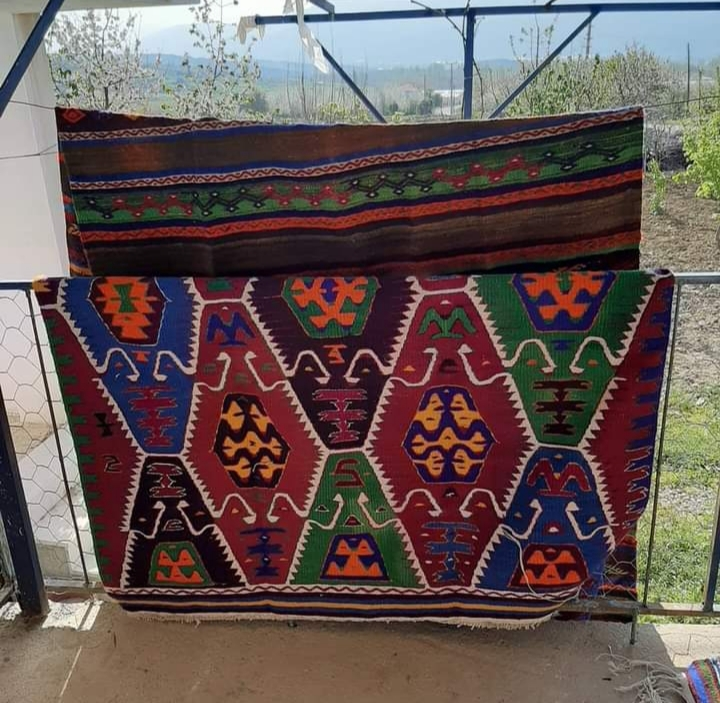
Barak Kilim

Pel fet que els kilims solen ser més barats que les catifes de pèl, els col·leccionistes principiants de catifes solen començar amb ells. Malgrat el que molts perceben com el seu estatus secundari (o inferior) respecte de les catifes de pèl, els kilims s'han tornat cada vegada més col·leccionables en si mateixos en els últims anys, i les peces de qualitat ara aconsegueixen preus elevats. El que alguns van sentir com a inferioritat era en realitat una naturalesa diferent de les catifes teixides per a ús indígena en comparació amb les catifes teixides amb finalitats estrictament comercials. Pel fet que els kilims no eren un producte d'exportació important, no va haver-hi pressions del mercat estranger que canviessin els dissenys, com va succeir amb les catifes de pèl. Una vegada que els col·leccionistes van començar a valorar el teixit autèntic del llogaret, els kilims es van fer populars.
Encara que fins als nostres dies no hagin arribat vestigis de *kilims mil·lenaris, s'estima que van sorgir fa ara uns 3.500 anys entre els pobles nòmades d'Àsia Central. En aquells dies ja s'utilitzaven per a crear sòls en els quals caminar còmodament, en les parets de les botigues on vivien per a protegir-se del fred o de la calor, folrar les cadires de muntura o fins i tot per a cobrir l'equipatge i protegir els animals durant els nombrosos viatges.
Anys més tard, gràcies a la seva bona reputació i la seva utilitat, es van estendre per Europa Oriental i Àfrica del Nord.
Potser els més coneguts i respectats, aquests *kilims es distingeixen tradicionalment per les zones, pobles o ciutats en les quals es produeixen, com *Konya , *Malatya , *Karapınar i *Hotamis. La majoria dels *kilims de *Anatolia estan teixits amb esquerdes. Els *kilims antics més grans es teixien en dues o tres seccions separades en petits telers de pis horitzontals nòmades en tires de tres peus d'ample i després es cosien acuradament fent coincidir les vores del patró per a crear una catifa finalment més ampla. Aquestes peces encara es produeixen en quantitats molt limitades per tribus nòmades per al seu ús personal i es coneixen comunament com *cicims .